# Lake Breaden
Lake Breaden är en sjö i Australien. Den ligger i delstaten Western Australia, omkring 1 200 kilometer nordost om delstatshuvudstaden Perth. 
Omgivningarna runt Lake Breaden är i huvudsak ett öppet busklandskap. Trakten runt Lake Breaden är nära nog obefolkad, med mindre än två invånare per kvadratkilometer. Genomsnittlig årsnederbörd är 349 millimeter. Den regnigaste månaden är januari, med i genomsnitt 65 mm nederbörd, och den torraste är augusti, med 2 mm nederbörd.